# Georgios Altouvas
Mons. Georgios Altouvas (* 28. září 1973, Athény) je řecký římskokatolický duchovní a arcibiskup Korfu-Zakynthosu-Kefalonie.

## Život
Narodil se 28. září 1973 v Athénách.
Po střední škole nastoupil do semináře Pia XI. v Molfettě. Teologii a filosofii studoval na Facoltà Teologia Pugliese. Dne 3. října 1998 byl arcibiskupem Nikólaosem Foskolosem vysvěcen na kněze a inkardinován do athénské arcidiecéze. Roku 1999 získal na Papežské fakultě Teresianum licenciát.
Vykonával různé pastorační činnosti. Byl členem kolegia konzultorů a soudcem arcidiecézního soudu. Roku 2015 byl ustanoven farářem katedrály svatého Dionýsia Areopagity v Athénách.
Dne 14. září 2020 jej papež František jmenoval arcibiskupem Korfu-Zakynthosu-Kefalonie. Biskupské svěcení přijal 7. února 2021 z rukou arcibiskupa Sevastianose Rossolatose a spolusvětiteli byli arcibiskup Savio Hon Tai-Fai a arcibiskup Nikólaos Foskolos.